# Calomys tener
Calomys tener är en däggdjursart som först beskrevs av Herluf Winge 1887.  Calomys tener ingår i släktet aftonmöss och familjen hamsterartade gnagare. IUCN kategoriserar arten globalt som livskraftig. Inga underarter finns listade.
Denna gnagare förekommer i östra Bolivia, södra Brasilien och norra Argentina. Arten har kanske ett större utbredningsområde. Habitatet utgörs av savannlandskapet Cerradon samt av angränsande skogar och jordbruksmark.